# Nikolaj Jezjov
Nikolaj Ivanovitj Jezjov (ryska: Николай Иванович Ежов), född 1 maj 1895 i Sankt Petersburg, död 4 februari 1940 i Moskva (avrättad), var chef för den sovjetiska säkerhetspolisen NKVD 1936–1938, under den period som till stor del sammanföll med den stora utrensningen (ryska Jezjovsjtjina, Ежовщина).

## Biografi
Jezjov blev medlem i bolsjevikpartiet den 5 maj 1917 i Vitebsk. Han kämpade i Röda armén under ryska inbördeskriget för att sedan tilldelas olika lägre befattningar i byråkratin, bland annat inom jordbrukssektorn. År 1929 lyckades han att uppstiga till biträdande folkkommissarie för just jordbruket. Så blev Jezjov 1934 invald i kommunistpartiets centralkommitté och steg snabbt mot en verklig maktposition. Den promemoria han skrev 1935, med innebörd att politisk opposition alltid i sin förlängning leder till våld och terrorism, utgjorde en ideologisk bas för Stalins omfattande utrensningar, och gjorde honom den 26 september 1936 till Genrich Jagodas efterträdare som chef för NKVD när det blev dennes egen tur att utrensas. 
Sovjetunionen utfärdade den 7 april 1935 ett dekret som sänkte straffbarhetsåldern till 12 år, vilket var ett hot mot all opposition mot Stalin. Jezjov införde som praxis att ha ett exemplar av dekretet på skrivbordet vid sina förhör. 

## Berija tar över
Efter två års intensivt dödande var det sedan Jezjovs egen tur att dö. Efter att den 8 april 1938 ha nått sin höjdpunkt genom att utnämnas även till folkkommissarie för vattenförsörjningen, blev den 22 augusti 1938 Lavrentij Berija i praktiken den mäktigaste inom NKVD, trots att han på pappret ännu var Jezjovs vicechef. Stalin kritiserade sedan offentligt NKVD:s metoder i ett dokument från den 11 november 1938. Jezjov tvingades då begära avsked, vilket han officiellt beviljades den 25 november 1938. Kort dessförinnan hade Jezjovs hustru Jevgenija begått självmord. Sina befattningar inom kommunistpartiet förlorade Jezjov den 3 mars 1939, varefter Stalin kände sig stark nog att låta arrestera Jezjov den 10 april 1939. Jezjov anklagades för spioneri, högförräderi, planer på att mörda Stalin samt homosexualitet. Han befanns skyldig, dömdes till döden och sköts i februari 1940.

## Samtida rykte
Då Jezjov var mycket kortväxt (cirka 151 cm lång) och spinkig, gavs han öknamnet "den blodige dvärgen" på grund av sin sadistiska läggning. I Pravda hyllades han för sina utrensningar som "en obeveklig bolsjevik som utan att resa sig från sitt skrivbord dag och natt sitter och nystar upp och skär av den fascistiska sammansvärjningens trådar." Skalden Dzambul Dzjabajev kallade honom "den eldsflamma som bränner ormarnas bon."